# 边蛸
边蛸（学名：Amphioctopus marginatus），又名具缘两鳍蛸，为蛸科两鳍蛸属的动物，是中国的特有物种。分布于广东、西沙群岛等地，生活环境为海水，常见于暖水区。该物种的模式产地在中国广东上川岛。

## 异名
1976描述的条纹蛸（Octopus striolatus）被确认为该种的异名。